# Omphalotropis suteri
Omphalotropis suteri е вид коремоного от семейство Assimineidae.

## Разпространение
Видът е разпространен в Остров Норфолк.